# 1917 en architecture
| Années de l'architecture : 1914 - 1915 - 1916 - 1917 - 1918 - 1919 - 1920    |
| Décennies de l'architecture : 1880 - 1890 - 1900 - 1910 - 1920 - 1930 - 1940 |

Cet article présente les faits marquants de l'année 1917 en architecture.

## Réalisations
- Le Het Schip commence à être construit par Michel de Klerk à Amsterdam.
- Début de la construction du palais de Njoya à Foumban (royaume du Bamum, Cameroun).

## Événements
- Première édition du journal De Stijl par Theo van Doesburg.

## Récompenses
- Royal Gold Medal : Henri-Paul Nénot.

## Naissances
- 2 mars : Laurie Baker († 1er avril 2007).
- 26 avril : Ieoh Ming Pei.
- 23 août : André Waterkeyn († 4 octobre 2005).
- 14 septembre : Ettore Sottsass Jr. († 31 décembre 2007).
- 10 décembre : Eladio Dieste († 29 juillet 2000).

## Décès
- 19 janvier : Edward Robert Robson (en) (° 2 mars 1836).
- 8 février : Thomas Arboe (en) (° 22 septembre 1837).
- 2 juillet : Gerald Horsley (en) (° 31 octobre 1862).
- 23 septembre : Robert Swain Peabody (en) (° 1845).
- 23 novembre : William Ralph Emerson (en) (° 11 mars 1833).